# Finavia
Finavia Oyj (en anglais : Finavia Corporation, en suédois : Finavia Abp), anciennement Administration finlandaise de l'aviation civile, est l'organisme public gestionnaire de 25 aéroports de  Finlande. 

## Description
Les clients de Finavia sont à la fois l'industrie touristique et les passagers aériens. 
Son siège est dans l'Aéroport d'Helsinki-Vantaa à Vantaa en Finlande
.
Finavia gère 19 millions de voyageurs par an (2011) dont 14,9 millions pour l’aéroport de Vantaa.
Finavia fait aussi fonctionner l’école professionnelle Collège Avia dans les locaux de l'Aéroport d'Helsinki-Vantaa.
Airpro est une des filiales de Finavia.

## Aéroports gérés par Finavia

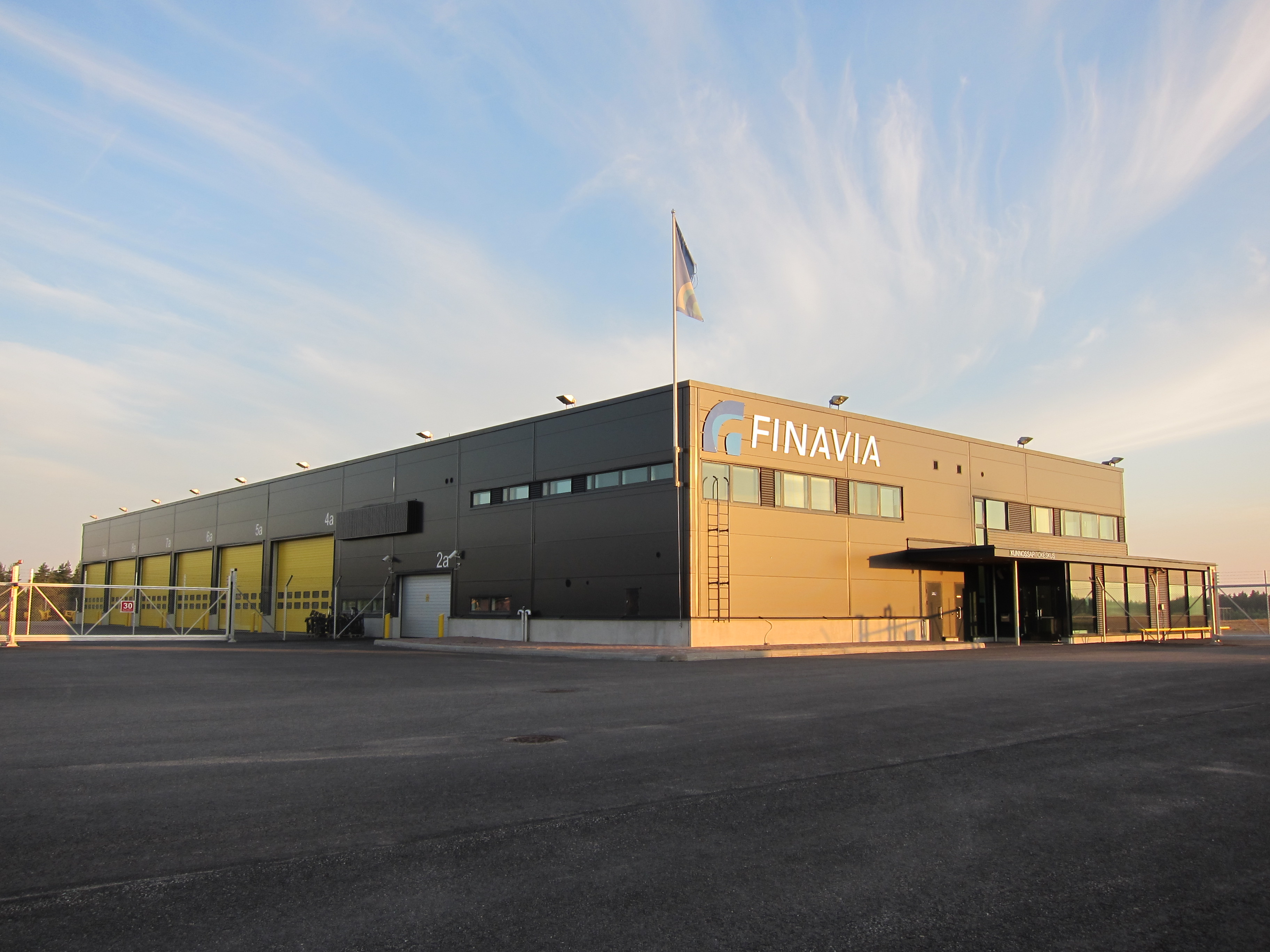
Centre de maintenance de Finavia à l'Aéroport de Turku.

- Aéroport d'Helsinki-Vantaa
- Aéroport d'Halli
- Aéroport d'Ivalo
- Aéroport de Joensuu
- Aéroport de Jyväskylä
- Aéroport de Kajaani
- Aéroport de Kemi-Tornio
- Aéroport de Kittilä
- Aéroport de Kokkola-Pietarsaari
- Aéroport de Kuopio
- Aéroport de Kuusamo
- Aéroport de Mariehamn
- Aéroport d'Oulu
- Aéroport de Pori
- Aéroport de Rovaniemi
- Aéroport de Savonlinna
- Aéroport de Tampere-Pirkkala
- Aéroport de Turku
- Aéroport de Utti
- Aéroport de Vaasa